# Salvia pogonochila
Salvia pogonochila là một loài thực vật có hoa trong họ Hoa môi. Loài này được Diels ex Limpr. miêu tả khoa học đầu tiên năm 1922.